# Przemysław Lisiński
Przemysław Lisiński – polski lekarz, profesor nauk medycznych i nauk o zdrowiu.

## Życiorys
W 1990 ukończył studia w Akademii Medycznej w Poznaniu, w 1997 obronił pracę doktorską Ocena czynności układu kostnego, więzadłowego, mięśniowego w przewlekłym zespole bólowym dolnej części kręgosłupa, której promotorem była dr hab. Danuta Konieczna w 2013 habilitował się na podstawie pracy zatytułowanej Dysfunkcje mięśni w przeciążeniowych zespołach bólowych kręgosłupa szyjnego. W 2021 uzyskał tytuł profesora nauk medycznych i nauk o zdrowiu.
Pracuje na Uniwersytecie Medycznym im. Karola Marcinkowskiego w Poznaniu.